# Cujumari
O cujumari (Ocotea cujumary) é uma árvore da família das lauráceas, nativa da Amazônia. A espécie possui caule grosso, casca aromática, excitante e digestiva, folhas esparsas, flores amareladas e bagas elipsoides, oleaginosas e com propriedades tônicas e antidispépticas. Sua madeira, por sua vez, é própria para construção civil e naval. Também é conhecido pelos nomes cucumari, cuiumari, cumari, cuxeri e cuxumari.

## Ver tambem
- pimenta-cumari